# Sudan ebolavirus
La specie Sudan ebolavirus secondo la definizione dell'International Committee on Taxonomy of Viruses (ICTV) è un virus incluso nel genere Ebolavirus, che è parte della famiglia Filoviridae, ordine dei Mononegavirales.
SUDV è emerso nel 1976; inizialmente si pensava che fosse identico a ZEBOV.
Si ritiene che la specie Sudan ebolavirus si sia diffusa prima tra gli operai delle fabbriche di cotone a Nzara, in Sudan (ora nel Sudan del Sud), nel giugno 1976, con il primo caso segnalato in un lavoratore esposto a un potenziale serbatoio naturale. Gli scienziati hanno testato animali e insetti locali, tuttavia nessuno è risultato positivo al virus. Il vettore quindi è ancora sconosciuto.
La mancanza di barriere di isolamento attorno ai malati ha facilitato la diffusione della malattia.
I tassi medi di mortalità per SUDV sono stati del 54% nel 1976, 68% nel 1979 e 53% nel 2000 e 2001.